# Propebela monterealis
Propebela monterealis é uma espécie de gastrópode do gênero Propebela, pertencente a família Mangeliidae.